# La giostra della memoria (album Enrico Ruggeri)
La giostra della memoria è un album raccolta di Enrico Ruggeri, pubblicato nel 1993.

## Il disco
Il disco contiene 4 canzoni inedite: Mistero, vincitrice del Festival di Sanremo di quell'anno, La giostra della memoria, scritta nel 1989 per Fiorella Mannoia, Bianca balena e Post-Scriptum.
Mistero è un pezzo definito "poco sanremese" in quanto rimane tuttora una delle poche canzoni dichiaratamente rock ad aver vinto il Festival di Sanremo. Gli altri brani nell'album sono un insieme delle canzoni più rappresentative del passato del cantautore, sei delle quali proposte nella loro versione dal vivo.
In copertina è presente Ruggeri che guarda verso il cielo circondato da uno sfondo rosso e sul fondo un collage con alcune copertine dei suoi album.
L'album è stato il 32° più venduto in Italia nel 1993, raggiungendo la quinta posizione nella hit parade degli album più venduti settimanalmente.
Del disco vennero edite inizialmente due versioni, la prima in CD e musicassetta con 16 brani. La versione in vinile venne invece pubblicata come doppio LP e 21 brani

## Tracce CD
1. Mistero - 4:01 (inedito)
2. La giostra della memoria - 3:56 (inedito)
3. Bianca balena - 4:46 (inedito)
4. Contessa (live) - 3:24
5. Vivo da re (live) - 4:10
6. Polvere (live) - 4:29
7. Il mare d'inverno (live) - 5:44
8. Non finirà - 3:45
9. Poco più di niente (live) - 4:45
10. Il portiere di notte (live) - 5:58
11. La canzone della verità[3]- 4:10
12. Che temperamento! - 4:21
13. Ti avrò - 4:48
14. Prima del temporale - 4:08
15. Peter Pan - 4:29
16. Post-scriptum - 2:06 (inedito)

## Versione in vinile

### Disco 1
Lato A 
1. Mistero
2. La giostra della memoria
3. Bianca balena
4. Contessa
5. Vivo da re

 Lato B 
1. Polvere
2. Il mare d'inverno
3. La donna vera
4. Non finirà
5. La medesima canzone

### Disco 2
Lato A 
1. Poco più di niente
2. Il portiere di notte
3. La canzone della verità[3]
4. Notte di stelle
5. Che temperamento!

Lato B
1. Ti avrò
2. Prima del temporale
3. Punk (prima di te)
4. La band
5. Peter Pan
6. Post-scriptum

## "Comunque Musica"
Successivamente, a fine 1993 il CD venne ripubblicato in una edizione speciale denominata "Comunque Musica" . In essa era venduto in "coppia" con un altro CD precedente di Ruggeri, quali Il falco e il gabbiano, Enrico VIII, La parola ai testimoni, Tutto scorre.

## Formazione
- Enrico Ruggeri – voce

- Luigi Schiavone – chitarra, cori

- Alberto Rocchetti – tastiera

- Luigi Fiore – batteria

- Franco Cristaldi – basso

- Dino D’Autorio – basso

- Lele Melotti – batteria

- Mino Fabiano – basso

- Alfredo Golino – batteria

- Fabrizio Palermo – basso, tastiera, cori

- Beppe Gemelli – batteria

- Dodi Battaglia – chitarra

- Francesco Saverio Porciello – chitarra classica

- Vittorio Cosma – tastiera, cori

- Marco Masini – tastiera

- Alberto Tafuri – pianoforte, tastiera, cori

- Mauro Righini – viola

- Gianni Morandi, Umberto Tozzi, Paola Folli, Giuseppe Gadau, Luca Jurman, Silvio Pozzoli – cori

## Classifiche

### Classifiche settimanali
| Classifica (1993) | Posizione massima |
| ----------------- | ----------------- |
| Europa            | 50                |
| Italia            | 5                 |